# Јужнохалмахерско-западноновогвинејски језици
Јужнохалмахерско-западноновогвинејски језици су грана малајско-полинежанских језика, која је у употреби на острвима у близини западне и северозападне обале Нове Гвинеје (од којих је најзападније острво Халмахера). Јужнохалмахерско-западноновогвинејски језици садрже 38 језика.
Јединство ове гране је подржано лексичким и фонолошким доказима. Бласт (1978) је предложио да су најсроднији океанским језицима, са којима чине Источно-малајско-полинежанску грану малајско-полинежанских језика. Међутим, оваква класификација није опште прихваћена.
Већина језика је позната (науци) само на основу кратког списка речи, али од овог правила постоје изузеци (језици који су добро проучени), као што су булијски којим се говори на делу острва Халмахера, бијачки и варопенски којима се говори острвима у Чендравасишком заливу.

## Распрострањеност
Јужнохалмахерско-западноновогвинејски језици су у употреби на острвима која се налазе у Халмахерском мору у индонезијској покрајини Северни Молуци и у Чендравасишком заливу у индонезијским покрајинама Папуа и Западна Папуа.

## Класификација
Према традиционалној класификацији ови језици су дељени на две основне (географске) групе:
- Јужнохалмахерски језици (дуж југоисточне обале острва Халмахера (већина језика) и на истоку Бомберајског полуострва (један језика)).
- Западноновогвинејски језици (на острвљу Раџа Ампат западно од острва Нова Гвинеја (Папуа), и на острвима у Чендравасишком заливу (укљ. острво Нову Гвинеју)).

Према новијим класификацијама западноновогвинејски језици су подељени на две групе, једну која чини посебну грану (чендравасишки) и другу (раџаампатски) која је уједињена са јужнохалмахерским, јер је утврђено да су раџаампатски сроднији јужнохалмахерским него чендравасишким језицима. Ово потврђују фонолошке промене које су установили Бласт (1978) и Ремијсен (2002). 
Подела јужнохалмахерско-западноновогвинејских језика према новој класификацији:
- Јужнохалмахерско-раџаампатски (јужнохалмахерски и раџаампатски језици)
- Чендравасишки

Дејвид Камхолц (2014) је укључио неколико додатних језика:
- Морски
- Тандијски
- Варопенски
- Доњомамберамојски укључују варемборски и јокејски (ако нису папуански)

Следеће групе језика су проблематичне – можда припадају овој грани језика, а можда и не. Камхолц (2014) их не класификује због недостатка података.‍:32, 146
- Ирарутујско–набијски: ирарутујски и набијски (или куријски)
- Бедоанашко–ерокванашки („бомберајски”): аргунски, бедоанашки, ерокванашки

### Камхолц (2014)
Јужнохалмахерско-западноновогвинејски језици се према Камхолцу могу класификовати на следећи начин (Камхолц 2014: 136-141):
- Јужнохалмахерско-раџаампатски
  - Амбелско-бигајски
  - Мајско-матбатски
  - Маденски (укљ. фијаватски дијалекат)
  - Аски
  - Јужнохалмахерски
    - Јужни јужнохалмахерски: ганејски, табајски
    - Средњо-источни јужнохалмахерски: булијски, мапски, патански и савајски
    - Гебејски
- Чендравасишки
  - Бијачки: бијачки, дуснерски, меосварски и ронски
  - Јапенски
    - Западнојапенски: амбајски, ансуски, мараујски, вандаменски, војски, средњојапенски (мунгујски, папумски, помски и серуи-лаутски)
    - Источнојапенски: курудујски и вабојски

  - Југозападночендравасишки
    - Јаурско-јерисијамски
    - Умарски
- Морски
- Тандијски
- Варопенски
- Варемборски (можда део доњомамберамојских језика)
- Јокејски (можда део доњомамберамојских језика)

Према Камхолцу (2014) прадомовина ове гране језика је јужна обала Чендравасишког залива.